# Yttra Berg
Yttra Berg er et naturreservat i Gællared sogn i Falkenbergs kommun, Hallands län, Sverige. Området består af et gammelt kultur- og landbrugslandskab. Det er 59 hektar stort og ejes af Naturvårdsverket. Området er et reservat siden 1993 och og et Natura 2000-område siden 2005. I reservatet ligger Aronsgården, hvis ældste dele er fra 1600-tallet. I 1992 blev et udhus flyttet til gården fra gården Sjørred i Abild sogn, hvor der nu er et gårdsmuseum.
Landbrugslandskabet har stort set været uændret siden 1800-tallets jordreformer. Der er mange fossile marker i området. Det skyldes, at udbuddet af landbrugsjord har været begrænset, og de har brugt al den jord, de kunne. Der er flere afmærkede stier, der løber gennem reservatet.